# Chanyasorn Sakornchan
Chanyasorn Sakornchan (ชัญษร สาครจันทร์) (Sattahip, 18 giugno 1990) è una modella tailandese, incoronata Miss Thailandia il 26 marzo 2011 in rappresentanza della provincia di Chonburi.
La Sakornchan è stata incoronata presso il Royal Paragon Hall, a Bangkok, da Miss Thailandia 2010 Fonthip Watcharatrakul, e da Miss Universo 2010 Ximena Navarrete.
Chanyasorn Sakornchan, nata e cresciuta a Sattahip, Chonburi, è la figlia di Suebsamoot Sakornchan, ex militare che lavora come pilota per la linea aerea Bangkok Airwayse di Ratree Tangthamsatit. Al momento dell'incoronazione, la modella thailandese era una studentessa di architettura interna e design presso l'università di Assumption. Parla fluentemente thai, inglese ed un po'  di giapponese.
In qualità di rappresentante ufficiale della Thailandia, Chanyasorn Sakornchan ha partecipato al concorso di bellezza internazionale Miss Universo 2011, che si è tenuto a São Paulo, in Brasile il 12 settembre 2011.